# Orso II Partecipazio
Orso II Partecipazio (IX secolo – X secolo) fu doge del Ducato di Venezia dal 911 al 931.

## Dogado
Giovanni Diacono, vissuto circa ottant'anni dopo la sua morte, è il primo a ritenerlo membro della famiglia Partecipazio, nonché padre del doge Pietro Partecipazio in carica dal 939 al 942. Il Chronicon Altinate, scritto all'inizio del Duecento, gli assegna il cognome Paureta, anche se ammette la discendenza dei Badoer dai Partecipazio. Sulla base di ciò, gli storici moderni non escludono che Orso II fosse nato da un Badoer Partecipazio, attestato dalle cronache quale figlio del doge Orso I e fratello del doge Giovanni II, e che il nipote Pietro avesse assunto quale cognome il nome di battesimo del nonno.
Salito al potere nel 911, il suo fu un governo poco rilevante, svoltosi durante un periodo di tranquillità. Infatti, nell'899 il predecessore Pietro Tribuno era riuscito a fronteggiare l'ascesa degli Ungari che, dopo aver devastato l'entroterra toccando anche alcune località del Ducato, dovettero rinunciare all'invasione delle lagune perché poco esperti di navigazione e poliorcetica.
L'unico avvenimento di una certa importanza fu l'invio del figlio Pietro a Costantinopoli per rendere omaggio all'imperatore Leone VI il Saggio, il quale lo fregiò del titolo di protospatario. Durante il viaggio di ritorno venne però catturato dal principe di Michele di Zaclumia, venendo poi da questi consegnato come prigioniero al suo alleato Simeone I di Bulgaria. L'episodio si concluse positivamente, grazie all'invio di una missione diplomatica capeggiata da Domenico (futuro vescovo di Malamocco), che negoziò la liberazione del giovane.
Sarebbe impossibile bollare questa vicenda come un semplice sequestro a fini di riscatto, ma va collocata nell'ambito delle guerre che allora opponevano i Bulgari a Bisanzio, assieme ai rispettivi alleati.
Orso mantenne buoni rapporti anche con il Regno d'Italia, dove confluiva la gran parte delle merci che i veneziani portavano dall'Oriente. Nel 925 inviò una legazione a Pavia presso Rodolfo II di Borgogna, ottenendo la conferma e il potenziamento dei privilegi veneziani all'interno del Regno. Un'iniziativa simile fu condotta anche con il successore di Rodolfo, Ugo di Provenza.
Abdicò nel 931 e si ritirò nel monastero dei Santi Felice e Fortunato di Ammiana dove morì in data imprecisata. Forse non fu questo un atto spontaneo, ma potrebbe essere stato spinto dal ceto dirigente, insoddisfatto delle sue scelte pacifiste. In effetti gli successe Pietro II Candiano, fautore di una politica molto più aggressiva.
Suo figlio Pietro Badoer, come già accennato, fu a sua volta doge tra il 939 e il 942. Anche il suo governo fu poco significativo, forse perché condusse iniziative simili a quelle paterne; non a caso gli subentrò un altro Candiano, Pietro III.